# Richard Roberts (wynalazca)

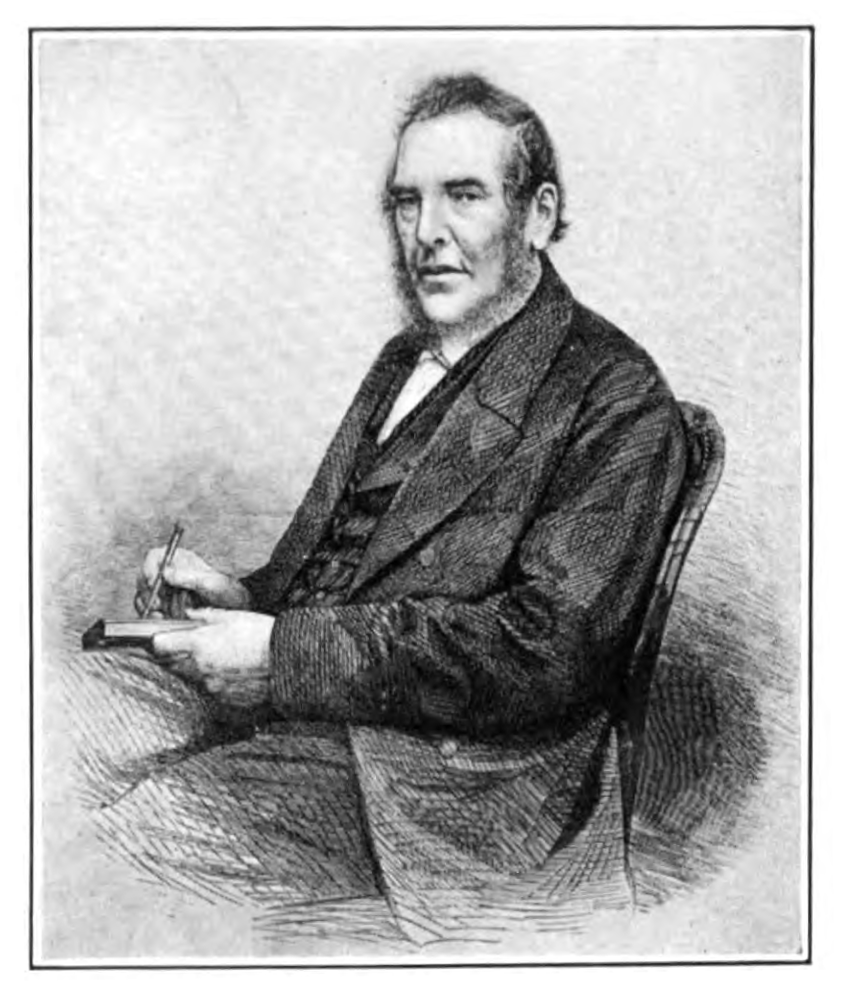
Richard Roberts

Richard Roberts (1789–1864) – brytyjski inżynier i wynalazca. W 1830 roku skonstruował automatyczną przędzarkę wózkową, która umożliwiła w znacznym stopniu przyspieszenie procesu przędzenia. Udoskonalił on również krosno tkackie.